# Thomas Bond
Thomas Bond FRCS (7 octobre 1841 - 6 juin 1901) est un chirurgien britannique. À la recherche de Jack l'Éventreur à la fin des années 1880 pour le compte du Metropolitan Police Service de Londres, il produisit un profilage criminel sur le tueur en série. Il serait le premier profileur de l'histoire,,.